# الرابطة الوطنية للقاضيات
الرابطة الوطنية للقاضيات هي مؤسسة مهنية أمريكية تأسست عام 1979. وهي عبارة عن تجمع من القاضيات المكرسات للحفاظ على استقلال سلطة المرأة القضائية، والأقليات و الجماعات المستضعفة عبر التاريخ بينما تعمل على زيادة أعداد وصلاحيات القاضيات، وتوفر لهن التعليم القضائى .

## التأسيس
قد قامت استاذة القانون بيفرلي بلير كوك بتطوير الفكرة بمساعدة قاضياتان من قضاة محاكم الاستئناف في كاليفورنيا، فانيو سبنسر وجوان ديمبسي كلاين. و القت كوك خطابها الرئيسى بالأجتماع السنوى الأول عام 1979 ، في مدينة لوس أنجلوس .
ومن بين القرارات الأولى لأعضاء الرابطة الوطنية للقاضيات، في حفل تأسسها عام 1979، كانت الدعوة للتصديق على تعديل قوانين المساواة بين الجنسين ، والتعبير عن تأييدهن لترشيح قاضية للمحكمة العليا.

## الأنشطة
وتنشر الرابطة تقارير إحصائية وسياسية عن البعد الجنساني والسلطة القضائية، وعقد مؤتمرات سنوية، وتقديم منح دراسية لطلاب القانون، ومكافئات للقاضيات المتميزيات مهنيآ . و تقوم الرابطة بوضع المشروع القومى للتعليم القضائى وذلك بمساعدة المجلس القومى للمرأة، وتعمل على زيادة الوعى بالقضايا الجنسانية في المحكمة  بما في ذلك مواضيع من قبيل العنف الأسرى والتحرش الجنسي.
وقد أحتفلت الرابطة الوطنية للقاضيات بالذكرى السنوية العاشرة لها في عام 1989 بعقد مؤتمر يضم خمسين قاضية دولية، مما أدى إلى إنشاء الرابطة الدولية للقاضيات.

## روابط خارجية
http://www.nawj.org/
‌